# 大阪千代田短期大学
大阪千代田短期大学（日语：／ Osaka Chiyoda Tankidaigaku *），简称千代短（ちよたん），是一所位于日本大阪府河内长野市的私立短期大学。

## 概要

### 简介
- 源流成立于1947年[2]。短期大学为于1965年开办、由学校法人千代田学园 (大阪府)经营。教育的基础是空海的真言宗[3]。为男女同校[4]从2000年。

### 历史
- 1965年 千代田短期大学成立并同时设置一个学科即幼儿教育科[3]。
- 1966年 改校名为大阪千代田短期大学[3]。
- 1967年 专科幼儿教育专攻成立[3]。
- 1990年 英美语学科成立[3]。
- 2000年 英美语学科改编为总合传播学科[3]。

### 宪章
- 请参看大阪千代田短期大学的标志 （页面存档备份，存于） （日語） 2014年2月4日阅览。

## 学校环境
- 校区：在大阪府河内长野市

## 历任校长
- 藤田规一：第一代短期大学校长[5]。

## 组织

### 学科
- 幼儿教育科
- 总合传播学科

### 专科
| - 幼儿教育专攻 |

### 业余课程
| - 没有 |

### 附属学校
- 幼儿园 [6]

### 附属机关
| - 图书馆 - 终身学习教育中心 |

## 知名校友
- 伊东美咲：女演员

## 相关链接
- 日本短期大学列表